# ونايت دونلاب
ونايت دونلاب (بالإنجليزية: Knight Dunlap)‏ هو عالم نفس أمريكي، ولد في 21 نوفمبر 1875 في دايموند سبرينغز في الولايات المتحدة، وتوفي في 14 أغسطس 1949 في كولومبيا في الولايات المتحدة.

## وصلات خارجية
- ونايت دونلاب على موقع الموسوعة البريطانية (الإنجليزية)